# Nobeyama Radio Observatory

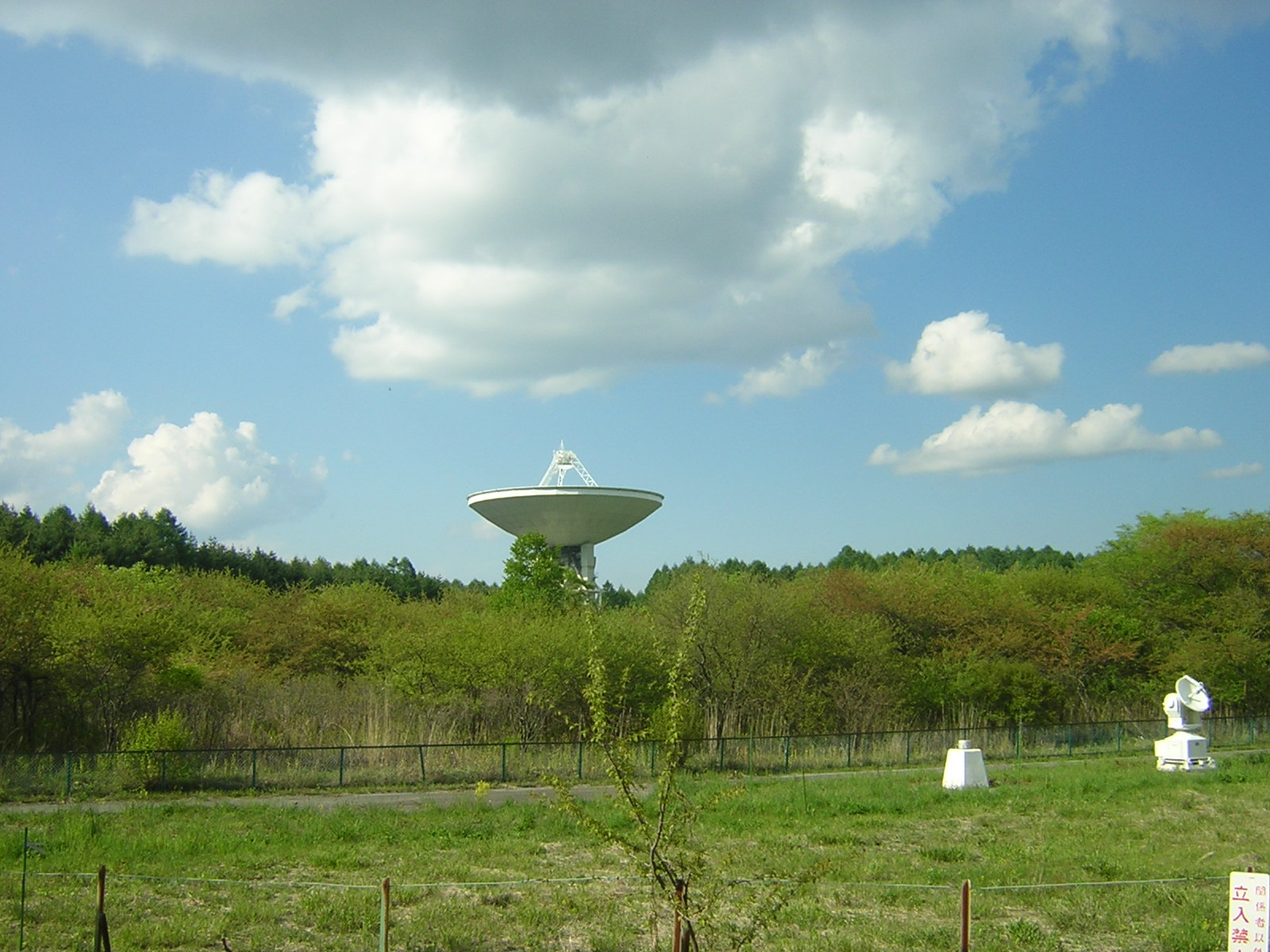
Das 45-m-Radioteleskop, im Vordergrund eine Antenne des Radioheliographen

Das Nobeyama Radio Observatory (kurz: NRO, engl. for jap. 野辺山宇宙電波観測所, Nobeyama uchū dempa kansokujo) ist ein Radioobservatorium in Minamimaki, Japan.
Das Nobeyama Radio Observatory ist eine Abteilung des National Astronomical Observatory of Japan. Das Observatorium betreibt drei Radioteleskope an einem Standort in 1350 m Höhe:
- 45-m-Radioteleskop für Radiowellen bis hinunter zu 2 mm Wellenlänge
- 6 Antennen mit je 10 m Reflektordurchmesser als Radiointerferometer, für Millimeterwellen zwischen 3 und 1 mm Wellenlänge
- 84 Antennen mit einem Durchmesser von 80 cm, die auf einer T-förmigen Linie von 490 m Ost-West und 220 m Nord-Süd angeordnet sind als Radioheliograph für Radiobeobachtungen der Sonne.

NRO betreibt auch Very Long Baseline Interferometry, einschließlich der Nutzung des Satelliten HALCA. Eine Beteiligung am Atacama Large Millimeter Array wird angestrebt.